# Агенты валютного контроля
Агенты валютного контроля — негосударственные организации и учреждения, на которые законом возложена обязанность осуществлять валютный контроль.

## Перечень агентов валютного контроля
Закрытый перечень агентов валютного контроля включает:
- уполномоченные банки;
- профессиональные участники рынка ценных бумаг;
- ВЭБ.РФ.

## Возложенные обязанности
На агентов валютного контроля возлагаются два базовых полномочия:
1. осуществлять контроль над соблюдением резидентами и нерезидентами;
2. представлять информацию о валютных операциях, проводимых с их участием, органам валютного контроля.

Данные полномочия регулируются:
- актами валютного законодательства Российской Федерации;
- актами органов валютного регулирования.

## Особенности статуса
Полномочия агентов валютного контроля по проведению проверок ограничиваются операциями, совершаемыми с их участием. Так, банк не вправе и не обязан проверять законность валютных операций своего клиента, осуществляемых через другой банк. Это подчеркивает частноправовую природу большинства агентов валютного контроля.
Характерной чертой агентов валютного контроля является их подотчётность соответствующему органу валютного контроля. Так, уполномоченные банки подотчётны ЦБ РФ.
В то же время указанные выше субъекты одновременно могут выступать и в роли лиц, совершающих валютные операции, и в роли агентов валютного контроля, реализующих публично-правовые контрольные функции.